# Amt Kirchspielslandgemeinden Eider
La comunità amministrativa di Kirchspielslandgemeinden Eider (Amt Kirchspielslandgemeinden Eider) si trova nel circondario di Dithmarschen nello Schleswig-Holstein, in Germania.

## Suddivisione
Comprende 34 comuni:
1. Barkenholm (164)
2. Bergewöhrden (37)
3. Dellstedt (703)
4. Delve (756)
5. Dörpling (646)
6. Fedderingen (270)
7. Gaushorn (173)
8. Glüsing (108)
9. Groven (89)
10. Hemme (487)
11. Hennstedt (2 023)
12. Hollingstedt (305)
13. Hövede (60)
14. Karolinenkoog (135)
15. Kleve (401)
16. Krempel (609)
17. Lehe (1 082)
18. Linden (877)
19. Lunden (1 704)
20. Norderheistedt (144)
21. Pahlen (1 153)
22. Rehm-Flehde-Bargen (533)
23. Sankt Annen (317)
24. Schalkholz (589)
25. Schlichting (237)
26. Süderdorf (348)
27. Süderheistedt (523)
28. Tellingstedt (2 675)
29. Tielenhemme (170)
30. Wallen (33)
31. Welmbüttel (400)
32. Westerborstel (110)
33. Wiemerstedt (156)
34. Wrohm (717)

Il capoluogo è Hennstedt.
(Tra parentesi i dati della popolazione al 31 dicembre 2021)